# العلاقات البريطانية الماليزية
العلاقات البريطانية الماليزية هي العلاقات الثنائية التي تجمع بين المملكة المتحدة وماليزيا.

## مقارنة بين البلدين
هذه مقارنة عامة ومرجعية للدولتين:
| وجه المقارنة                                              | المملكة المتحدة                 | ماليزيا       |
| --------------------------------------------------------- | ------------------------------- | ------------- |
| المساحة (كم2)                                             | 242.50 ألف                      | 330.29 ألف    |
| عدد السكان (نسمة)                                         | 66.02 مليون                     | 31.62 مليون   |
| الكثافة السكانية (ن./كم²)                                 | 272.25                          | 95.73         |
| العاصمة                                                   | لندن                            | كوالالمبور    |
| اللغة الرسمية                                             | لغة إنجليزية، اللغة الويلزية    | لغة ماليزية   |
| العملة                                                    | جنيه إسترليني                   | رينغيت ماليزي |
| الناتج المحلي الإجمالي (بليون دولار)                      | 2.62 تريليون                    | 314.50 مليار  |
| الناتج المحلي الإجمالي (تعادل القوة الشرائية) بليون دولار | 2.72 تريليون                    | 817.43 مليار  |
| الناتج المحلي الإجمالي الاسمي للفرد دولار أمريكي          | 43.88 ألف                       | 9.77 ألف      |
| الناتج المحلي الإجمالي للفرد دولار أمريكي                 | 40.23 ألف                       | 25.64 ألف     |
| مؤشر التنمية البشرية                                      | 0.907                           | 0.779         |
| رمز المكالمات الدولي                                      | +44                             | +60           |
| رمز الإنترنت                                              | .uk، .gb                        | .my           |
| المنطقة الزمنية                                           | توقيت غرينيتش، توقيت غرب أوروبا | ت ع م+08:00   |

## مدن متوأمة
في ما يلي قائمة باتفاقيات التوأمة بين مدن بريطانية وماليزية:
- ترتبط لندن مع كوالالمبور باتفاقية توأمة منذ 2015.[16][16][16][16]

## منظمات دولية مشتركة
يشترك البلدان في عضوية مجموعة من المنظمات الدولية، منها:
| علم المنظمة | اسم المنظمة                               | تاريخ انضمام المملكة المتحدة | تاريخ انضمام ماليزيا |
| ----------- | ----------------------------------------- | ---------------------------- | -------------------- |
|             | المنظمة الهيدروغرافية الدولية             | ?                            | ?                    |
|             | مؤسسة التنمية الدولية                     | 24 سبتمبر 1960               | 24 سبتمبر 1960       |
|             | يونسكو                                    | 4 نوفمبر 1946                | 16 يونيو 1958        |
|             | بنك التنمية الآسيوي                       | 1966                         | 1966                 |
|             | مؤسسة التمويل الدولية                     | 20 يوليو 1956                | 20 مارس 1958         |
|             | منظمة الشرطة الجنائية الدولية             | ?                            | ?                    |
|             | منظمة التجارة العالمية                    | 1995                         | ?                    |
|             | الاتحاد الدولي للاتصالات                  | 24 فبراير 1871               | 3 فبراير 1958        |
|             | دول الكومنولث                             | 11 ديسمبر 1931               | ?                    |
|             | المركز الدولي لتسوية المنازعات الاستشارية | 18 يناير 1967                | 14 أكتوبر 1966       |
|             | منظمة حظر الأسلحة الكيميائية              | ?                            | ?                    |
|             | الأمم المتحدة                             | 24 أكتوبر 1945               | 17 سبتمبر 1957       |
|             | وكالة ضمان الاستثمار متعدد الأطراف        | 12 أبريل 1988                | 6 ديسمبر 1991        |
|             | البنك الدولي للإنشاء والتعمير             | 27 ديسمبر 1945               | 7 مارس 1958          |
|             | الاتحاد البريدي العالمي                   | ?                            | ?                    |
|             | الفريق المعني برصد الأرض                  | ?                            | ?                    |

## أعلام
هذه قائمة لبعض الشخصيات التي تربطها علاقات بالبلدين:
- ألاستير روبنسون (1980[24] – )
- أماني وليامز هنت عبد الله (سياسي ماليزي، 21 مايو 1953 – )
- إيزابيل أتكن (21 يونيو 1998 – )
- توني أندروود (17 فبراير 1969 – )
- جيمس بروك (29 أبريل 1803[25][26] – 11 يونيو 1868[25][26])
- حارث إسكندر (ممثل ماليزي، 7 أغسطس 1966 – )
- ستيفن ر. إيفانز (سياسي ماليزي، 1935 – 26 سبتمبر 2017)

## معرض صور

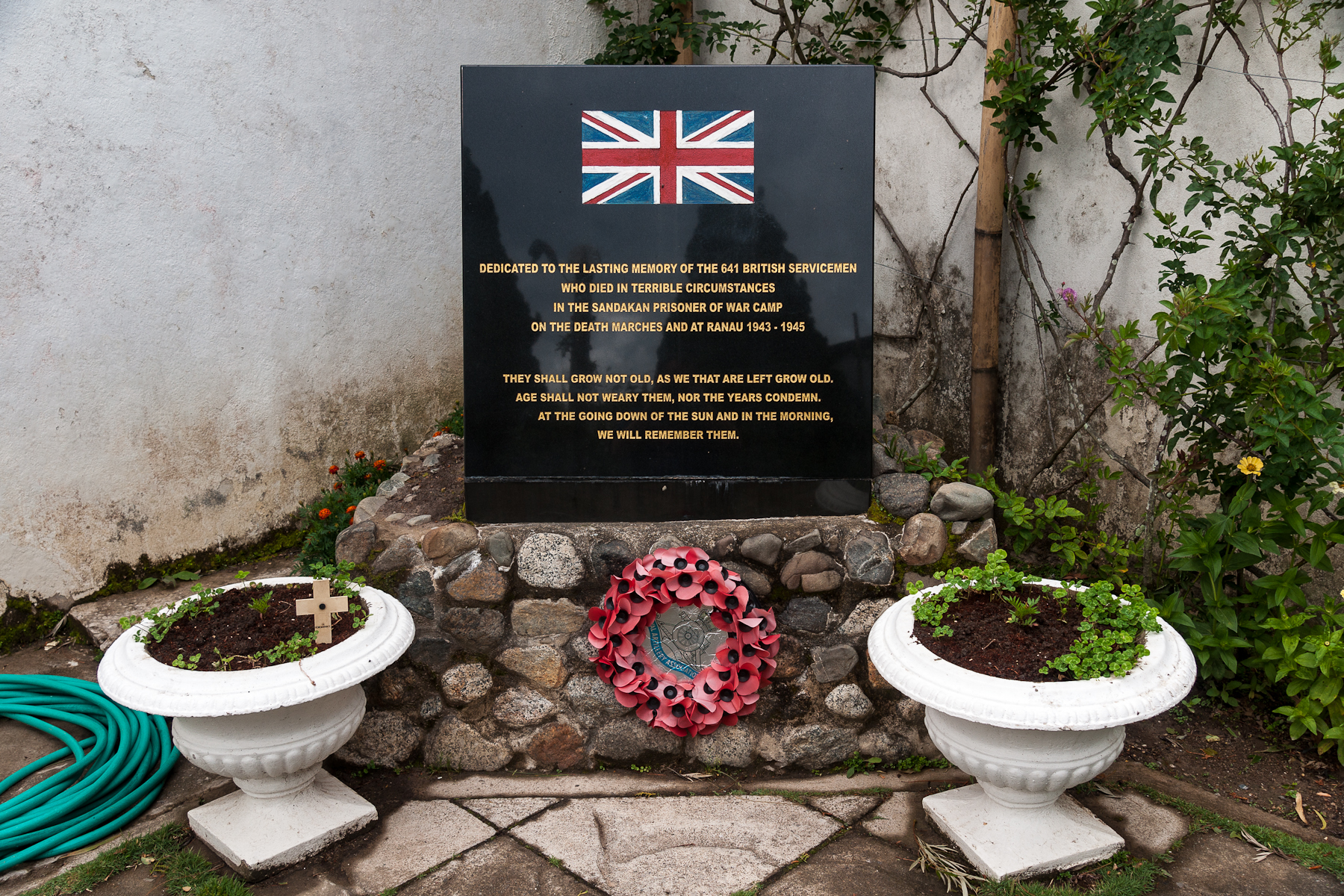
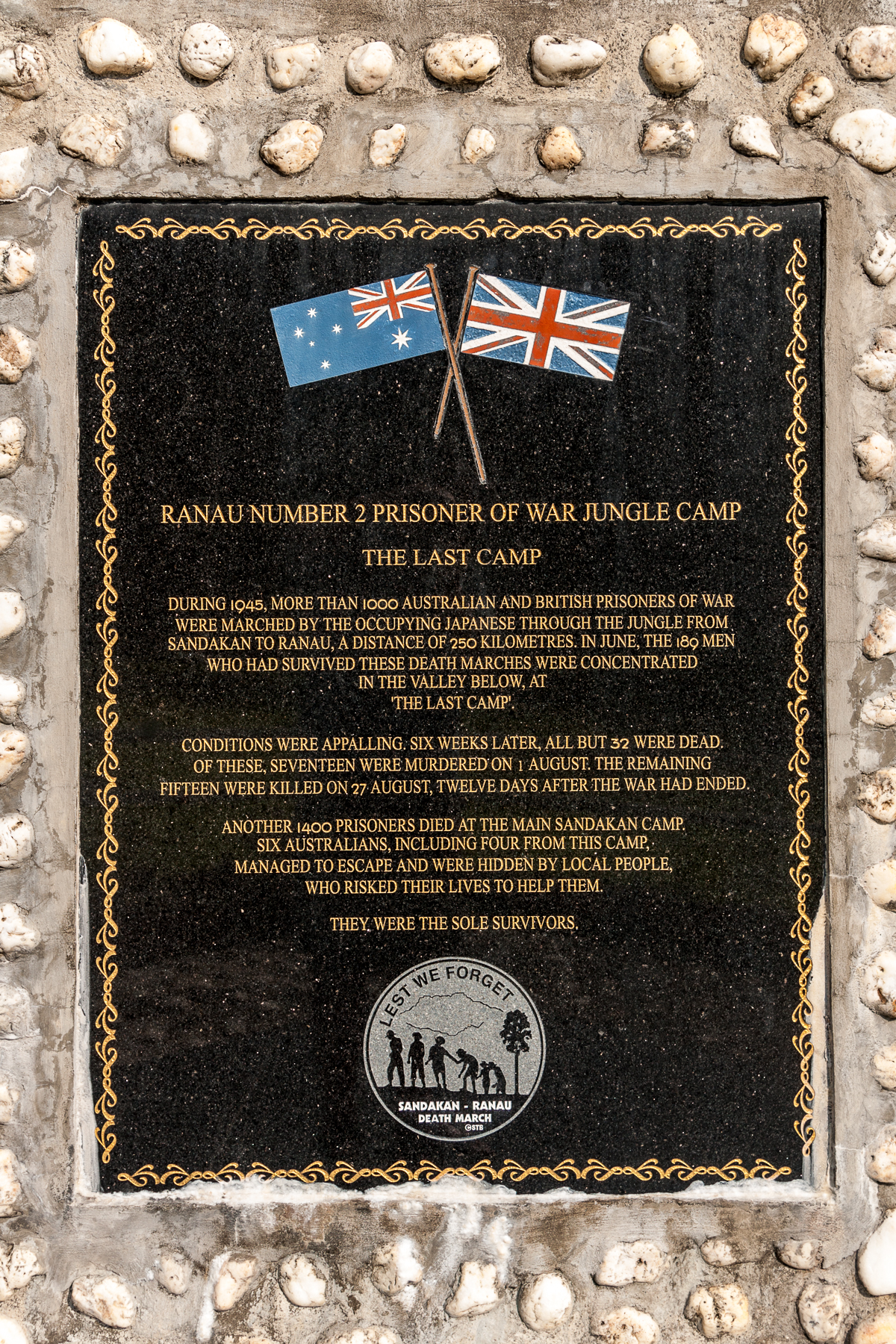
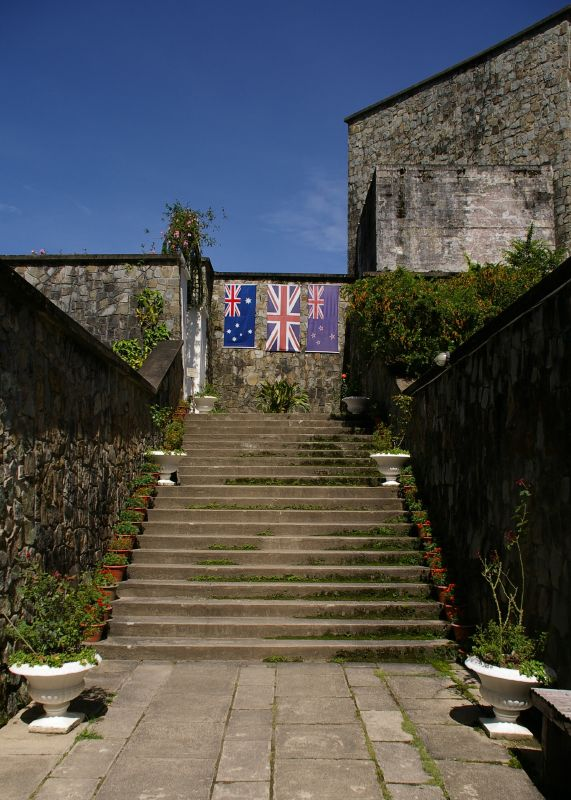

## وصلات خارجية
- موقع وزارة الخارجية البريطانية
- موقع وزارة الخارجية الماليزية